# Jürgen Buchheister (Politiker)
Jürgen Buchheister (* 15. Oktober 1949 in Braunschweig-Rüningen; † 23. Februar 2020 ebenda) war ein deutscher Politiker (SPD).

## Leben
Nach der Mittleren Reife war Jürgen Buchheister von 1966 bis zu seiner Wahl in den Niedersächsischen Landtag 1994 Polizeibeamter. Allerdings war er ab 1985 freigestellter Personalratsvorsitzender. Er war Mitglied der Gewerkschaft der Polizei. 
Erstmals rückte Buchheister am 29. März 1994 für die SPD, der er seit 1970 angehörte, in die zwölfte Wahlperiode des Landtages von Niedersachsen nach. Danach zog er durch ein Direktmandat im Wahlkreis 3 Braunschweig-Südwest in das Landesparlament ein. Im Landtag übernahm er den stellvertretenden Vorsitz im Ausschuss für öffentliches Dienstrecht.
Bei der Landtagswahl am 2. Februar 2003 verlor er das Direktmandat seines Wahlkreises an Carsten Höttcher von der CDU.
Er war Bezirksbürgermeister im Braunschweiger Stadtbezirk Rüningen (1991 bis 2017), Vorsitzender des SPD-Ortsvereins Rüningen und Vorsitzender des Freizeit- und Seniorenkreises Rüningen.
Er war Träger des Bundesverdienstkreuzes am Bande.
Jürgen Buchheister starb im Februar 2020 nach langer Krankheit im Alter von 70 Jahren.